# دهه ۱۹۲۰ (میلادی)

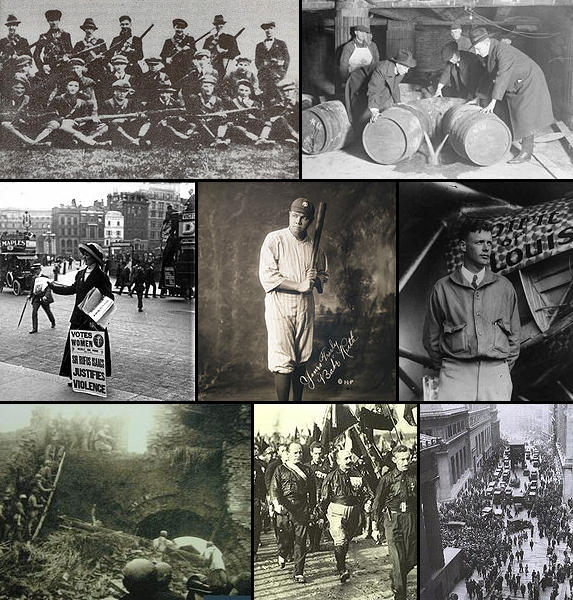

دهه ۱۹۲۰ میلادی بر اساس تقویم گریگوری، به دوره‌ای گفته می‌شود که از ابتدای ۱۹۲۰ (میلادی) آغاز شد و در انتهای ۱۹۲۹ (میلادی) به پایان رسید.
‎